# Адміралтейська (станція метро)
59°56′9.95″ пн. ш. 30°18′53.09″ сх. д. / 59.9360972° пн. ш. 30.3147472° сх. д.
Адміралтейська (рос. Адмиралтейская) — станція Фрунзенско-Приморської лінії Петербурзького метрополітену, розташована між станціями «Спортивна» і «Садова». Була відкрита 28 грудня 2011 року.

## Технічна характеристика
Конструкція станції — колонно-стінова трисклепінна глибокого закладення (глибина закладення — 86 м)

## Перспективи розвитку
У майбутньому планується будівництво переходу на однойменну станцію Невсько-Василеострівної лінії.
Спочатку перехід передбачався з проміжного ескалаторного залу, проте згодом було прийнято рішення виконати його аналогічно станції «Комендантський проспект»: з північного торця станції будуть починатися сходи і три проходи над коліями. До відкриття другої «Адміралтейської» проходу до сходів не буде, за панно знаходиться лише блок службових приміщень .

## Вестибюль
Наземний вестибюль вбудовано в будівлю, розташовану на розі Кирпичного провулка і Малої Морської вулиці. Цей будинок було побудовано на початку XIX століття. У 1913 році будівлю було надбудовано за проектом архітектора Н. Н. Верьовкіна. Під час Великої Вітчизняної війни в кутову частину будинку потрапила бомба, і в 1947 році архітектори Б. Р. Рубаненко та І. І. Фомін його істотно перебудували, створивши сталінський портал, звернений до Невського проспекту. Це була перша будівля, відновлена в Ленінграді після війни. Проте, незважаючи на це, у червні-серпні 2009 року будівлю знесли, знявши з фасаду елементи декору для подальшого відтворення.
На середину 2010-х будівля відновлена, вестибюль станції розташовано на першому поверсі і є овальною в плані спорудою, інтер'єр якої виконано відповідно до архітектурної концепції підземного залу. Стіни оздоблені мармуром «газган». На бані склепіння вестибюля, що опирається на ряд масивних чорних колон з каннелюрами, розташована «троянда вітрів», яка орієнтує пасажирів по сторонах світу. Над ескалаторами розташовано мозаїчне панно «Адміралтейство».
Вихід у місто на Малу Морську вулицю і Кирпичний провулок, до Невського проспекту.

## Оздоблення
Архітектурна концепція станції — становлення російського флоту за правління Петра I. Автором була обрана ідея ордерної архітектури, що найгармонійніше поєднується з історичним центром Петербурга. Були розроблені тематичні прив'язки станційного інтер'єру до Адміралтейства, його історії. Створювався ряд образів і мотивів, які так чи інакше відповідають даній тематики.
Підлога вимощена сірим Мансуровським гранітом, а також червоним гранітом з родовища Кашина гора з трьома інкрустаціями троянд вітрів в облямівці золотистих флотських шевронів, виконаних з граніту охристого відтінку. Колійні стіни оздоблені блакитно-сірим мармуром, що нагадує колір Балтійського моря. Технологічні двері на колійних стінах прикрашені оригінальними ґратами з зображенням якоря. Аркада станції оздоблена мармуром «газган» кремово-золотистих відтінків. Арки доповнюють чорні напівколони, відлиті з алюмінієвого сплаву, з цоколями і капітелями з полірованої латуні. Простінки між колонами прикрашені горельєфами російських адміралів і флотоводців: П. С. Нахімова, Ф. Ф. Ушакова, С. О. Макарова, І. К. Григоровича, Ф. Ф. Беллінсгаузена і Ф. М. Апраксина.
Для повного розкриття теми морського флоту в північному торці платформи знаходиться панно зі смальти «Заснування Адміралтейства». Картина наповнена пороховим димом, гарматами, вітрилами, прапорами. Тут детально зображені перші кораблі російського флоту — кожен з них має історичний прототип, інформація про які була взята з архівних гравюр. Центр сюжету, що притягає погляд, є сам імператор — він підноситься над своїми соратниками, над фрегатами і гаратами, над пасажирами метро . Його велетенська фігура — головний акцент картини, вона тримає художню вертикаль всієї станції. Панорамне зображення лівого берега Неви, де ведеться будівництво Адміралтейства, покликане нагадати про народження Північної столиці і російського військового флоту. Вид з боку колишнього палацу Петра II, а нині будівлі університету, залишився практично незмінним: ті ж архітектурні об'єми і висоти, ті ж сталеві води Неви і низьке північне небо. Колірна гамма мозаїчного панно відповідає стриманим і холодним фарбам Санкт-Петербурга.
Торець пішохідного коридору між великим і малим похилими ходами прикрашений мозаїчним панно «Нева», а в просторі над станційним затвором в центрі коридору встановлено мозаїчне панно «Нептун».

## Історія
Ділянка через станцію була запущена ще в 1997 році, але як повноцінна станція запрацювала в 2011 році. Понад 10 років стояло питання над тим, де повинен знаходитися вестибюль станції. У результаті було вирішено знести будівлю на розі Цегляного провулка та Малої Морської вулиці. Фасад вестибюля повністю повторює архітектуру знесеної будівлі.

### Хронологія будівництва
- Вересень 1997 — станція не здана в експлуатацію, поїзди проїжджають її транзитом. Простір між колонами заварений металевими листами.
- Січень 2005 — жодні роботи не проводяться, виконується лише підтримка конструкції у безпечному стані.
- Серпень 2005 —- перші роботи на станції, увімкнено освітлення.
- Березень 2006 — роботи в центральному залі: облаштування підплатформенних приміщень.
- Початок 2007 року — заливка фундаменту.
- Початок 2008 року — оздоблювальні роботи.
- Червень 2009 — знесення будівлі під вестибюль станції.
- Кінець 2010 року — початок прокладання ескалаторного тунелю.
- 2011 рік — будівництво вестибюля станції.